# Bristol Cars
Bristol Cars  és un constructor anglès de cotxes de luxe que va arribar a construir motors per a monoplaces que van disputar curses a la Fórmula 1.

## Història

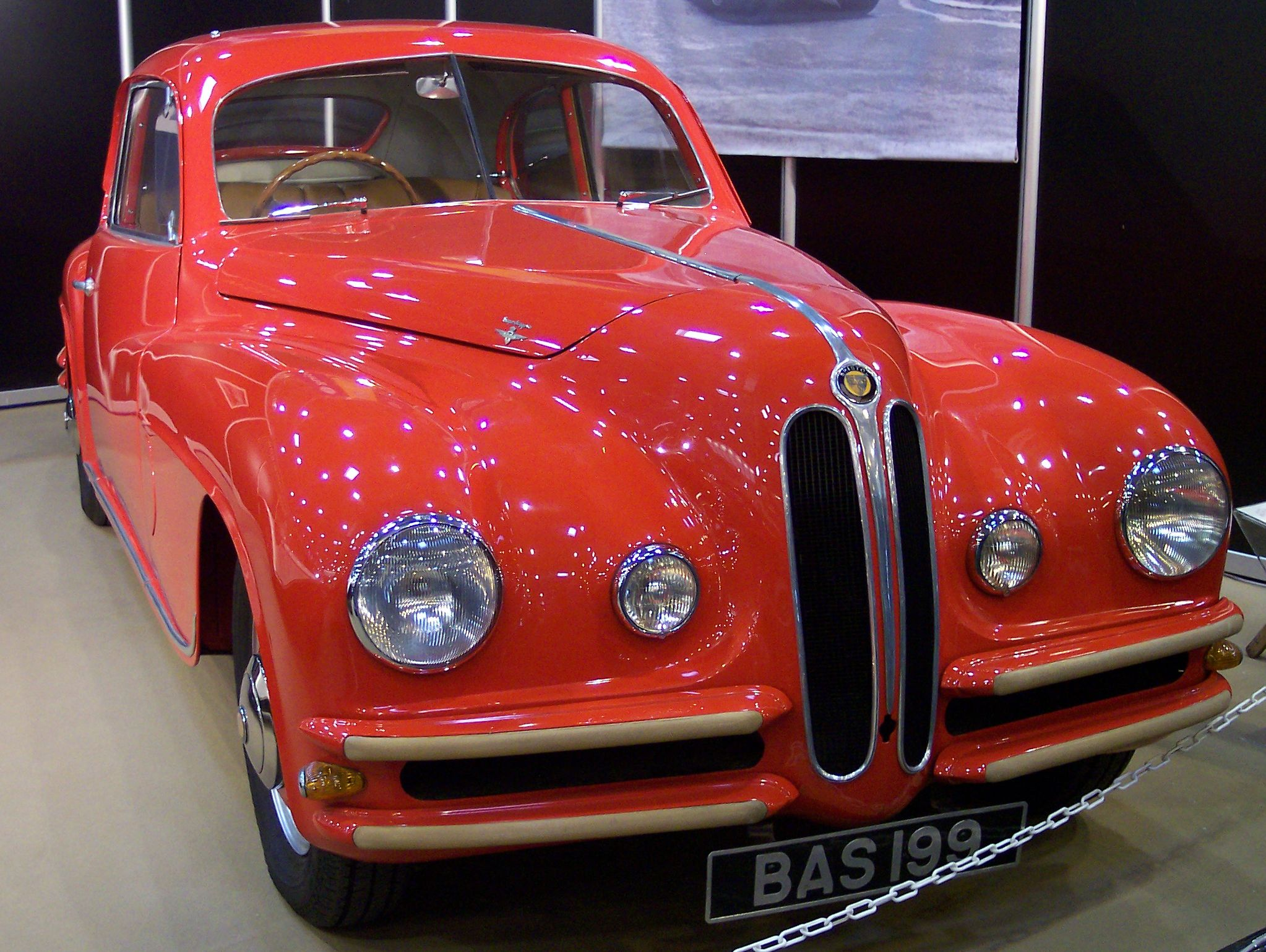
Bristol 401.

Bristol Cars va ser fundada l'any 1945 a Filton, prop de Bristol, Anglaterra com una branca de l'empresa principal Bristol Aeroplane Company (BAC).
El primer cotxe construït va ser el Bristol 400, amb unes formes basades en els BMW d'abans de la II Guerra Mundial.

## A la F1
Va construir cotxes cada cop més evolucionats fins a arribar a competir al campionat del món de la Fórmula 1 al llarg de diverses temporades (fins a la temporada 1957), debutant a la temporada 1952 en el GP de Suïssa.
Va haver-hi presència de motors Bristol en un total de 17 curses de la F1, no aconseguint resultats rellevants.